# Trophée Éric Bompard 2012
Trophée Éric Bompard 2012 – piąte w kolejności zawody łyżwiarstwa figurowego z cyklu Grand Prix 2012/2013. Zawody odbywały się od 16 do 18 listopada 2012 roku w hali Palais Omnisports de Paris-Bercy w Paryżu.
Wśród solistów triumfował Japończyk Takahito Mura, natomiast w rywalizacji solistek Amerykanka Ashley Wagner. W parach sportowych wygrali reprezentanci Rosji Yūko Kawaguchi i Aleksandr Smirnow. W rywalizacji par tanecznych zwyciężyła para gospodarzy Nathalie Péchalat i Fabian Bourzat.

## Wyniki

### Soliści

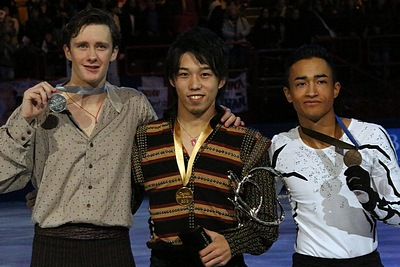
Medaliści w konkurencji solistów, od lewej Abbott (USA), Mura (JPN), Amodio (FRA)

| Poz. | Zawodnik          | Nota łączna | SP | SP    | FS  | FS     |
| ---- | ----------------- | ----------- | -- | ----- | --- | ------ |
| 1    | Takahito Mura     | 230,68      | 2  | 76,65 | 1   | 154,12 |
| 2    | Jeremy Abbott     | 227,63      | 1  | 81,18 | 3   | 146,45 |
| 3    | Florent Amodio    | 214,25      | 7  | 60,13 | 1   | 154,12 |
| 4    | Brian Joubert     | 210,16      | 3  | 75,46 | 5   | 134,70 |
| 5    | Song Nan          | 205,48      | 6  | 65,75 | 4   | 139,73 |
| 6    | Guan Jinlin       | 191,99      | 5  | 65,77 | 6   | 126,22 |
| 7    | Chafik Besseghier | 183,32      | 8  | 58,28 | 7   | 125,04 |
| 8    | Tomáš Verner      | 181,72      | 9  | 57,40 | 8   | 124,32 |
| WD   | Jorik Hendrickx   | DNF         | 4  | 68,90 | DNF | DNF    |

### Solistki

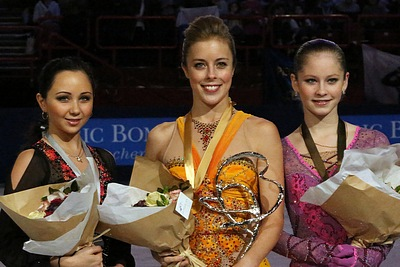
Medalistki w konkurencji solistek, od lewej Tuktamyszewa (RUS), Wagner (USA), Lipnicka (RUS)

| Poz. | Zawodniczka              | Nota łączna | SP | SP    | FS | FS     |
| ---- | ------------------------ | ----------- | -- | ----- | -- | ------ |
| 1    | Ashley Wagner            | 190,63      | 2  | 63,09 | 1  | 127,54 |
| 2    | Jelizawieta Tuktamyszewa | 179,62      | 3  | 58,26 | 2  | 121,36 |
| 3    | Julija Lipnicka          | 179,31      | 1  | 63,55 | 3  | 115,76 |
| 4    | Christina Gao            | 164,71      | 7  | 52,55 | 4  | 112,16 |
| 5    | Maé-Bérénice Méité       | 157,58      | 4  | 54,83 | 5  | 102,75 |
| 6    | Polina Korobiejnikowa    | 144,82      | 5  | 54,50 | 7  | 90,32  |
| 7    | Jelena Glebowa           | 140,86      | 6  | 52,61 | 9  | 88,25  |
| 8    | Jenna McCorkell          | 135,40      | 10 | 43,15 | 6  | 92,25  |
| 9    | Joshi Helgesson          | 133,77      | 9  | 45,19 | 8  | 88,58  |
| 10   | Léna Marrocco            | 132,44      | 8  | 48,86 | 10 | 83,58  |

### Pary sportowe

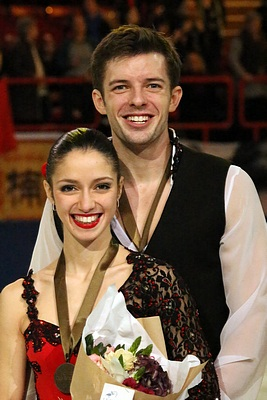
Brązowi medaliści w parach sportowych Stefania Berton i Ondřej Hotárek (ITA)

| Poz. | Zawodnicy                          | Nota łączna | SP | SP    | FS | FS     |
| ---- | ---------------------------------- | ----------- | -- | ----- | -- | ------ |
| 1    | Yūko Kawaguchi / Aleksandr Smirnow | 187,99      | 1  | 66,78 | 2  | 121,21 |
| 2    | Meagan Duhamel / Eric Radford      | 186,71      | 2  | 62,28 | 1  | 124,43 |
| 3    | Stefania Berton / Ondřej Hotárek   | 169,49      | 4  | 57,30 | 5  | 112,19 |
| 4    | Peng Cheng / Zhang Hao             | 167,76      | 3  | 59,92 | 6  | 107,84 |
| 5    | Ksienija Stołbowa / Fiodor Klimow  | 166,73      | 5  | 53,64 | 3  | 113,09 |
| 6    | Vanessa James / Morgan Ciprès      | 163,65      | 7  | 51,44 | 4  | 112,21 |
| 7    | Darja Popowa / Bruno Massot        | 151,34      | 6  | 52,96 | 7  | 98,38  |

### Pary taneczne

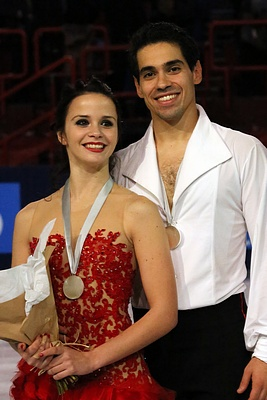
Zdobywcy srebrnego medalu w parach tanecznych Anna Cappellini i Luca Lanotte (ITA)

| Poz. | Zawodnicy                                 | Nota łączna | SD | SD    | FD | FD     |
| ---- | ----------------------------------------- | ----------- | -- | ----- | -- | ------ |
| 1    | Nathalie Péchalat / Fabian Bourzat        | 168,90      | 1  | 68,48 | 1  | 100,42 |
| 2    | Anna Cappellini / Luca Lanotte            | 153,26      | 2  | 66,18 | 4  | 87,08  |
| 3    | Jekatierina Riazanowa / Ilja Tkaczenko    | 146,03      | 3  | 58,23 | 3  | 87,80  |
| 4    | Madison Hubbell / Zachary Donohue         | 145,23      | 4  | 56,54 | 2  | 88,69  |
| 5    | Julia Żłobina / Aleksiej Sitnikow         | 140,30      | 5  | 54,76 | 5  | 85,54  |
| 6    | Piper Gilles / Paul Poirier               | 135,86      | 6  | 51,99 | 6  | 83,87  |
| 7    | Jekatierina Puszkasz / Jonathan Guerreiro | 128,26      | 7  | 49,88 | 7  | 78,38  |
| 8    | Pernelle Carron / Lloyd Jones             | 120,23      | 8  | 48,35 | 8  | 71,88  |